# Simona Amânar
Simona Amânar född den 7 oktober 1979 i Constanța, Rumänien, är en rumänsk gymnast.
Hon tog OS-brons i lagmångkampen, OS-brons i den individuella mångkampen, OS-guld i hopp och OS-silver i fristående i samband med de olympiska gymnastiktävlingarna 1996 i Atlanta.
Hon tog OS-guld i lagmångkampen, OS-guld i den individuella mångkampen och OS-brons i fristående i samband med de olympiska gymnastiktävlingarna 2000 i Sydney.